# Ievan Polkka
 (juillet 2010).
Si vous disposez d'ouvrages ou d'articles de référence ou si vous connaissez des sites web de qualité traitant du thème abordé ici, merci de compléter l'article en donnant les références utiles à sa vérifiabilité et en les liant à la section « Notes et références ».
Ievan polkka ou Ievan polokka (« la polka d'Ieva (Ève) » en finnois ou en dialecte savo) est une chanson populaire finlandaise dont les paroles ont été écrites en savo par Eino Kettunen (fi) dans les années 1920. Le nom « Ievan polkka » est souvent écrit par erreur « Levan polkka », du fait de la ressemblance entre le « L » minuscule et le « i » majuscule.

## Musique

### Historique
La mélodie date au moins du XVIIIe siècle, où elle peut être retrouvée dans la province de Viipuri, quand la frontière du royaume de Suède passait à l'ouest de la province. Pendant plusieurs décennies, les soldats russes stationnés à la frontière ont été plus nombreux que les habitants locaux. Au début du XIXe siècle, les collecteurs de musique et de danse folklorique finlandais mentionnent tous que les danses de la région de Luumäki-Savitaipale étaient seulement russes et ne les ont pas notées. Les locaux portés sur la musique folklorique  s'accordent à dire que la mélodie est très vieille, existait probablement déjà au début du XIXe siècle et que son origine est plus ancienne. Cependant la polka a été introduite en Europe du Nord à la fin du XIXe siècle, ce qui implique que la chanson, dans sa forme actuelle date de cette période.

### Signification des paroles
La chanson raconte l'histoire d'un jeune homme et de la jeune Ieva, qui se retrouvent dans une maison où l'on danse la polka malgré la désapprobation de sa mère. Quand le jeune homme ramène Ieva chez sa mère, celle-ci l'attend en colère. Le jeune homme lui enjoint alors de se taire, sans quoi il ne répond plus de rien : quoi qu'elle fasse, Ieva et lui resteront ensemble.

#### Langue
Les paroles de la chanson originale sont en savo, un dialecte de l'est de la Finlande. C'est le cas de la reprise faite par Loituma en 1995, exception faite de l'intermezzo utilisé dans l'animation Flash décrite plus bas qui est un extrait de cette version, et qui est chantée en scat ou en yaourt. Elle en est simplement phonétiquement inspirée, avec quelques mots en finnois, par conséquent son texte varie d'une transcription à l'autre.

## Dans la culture populaire

### Reprises
La chanson est très connue depuis sa reprise a cappella par le groupe Loituma dans son premier album, Loituma, en 1995, puis dans le deuxième, Things of Beauty (kuutamolla), en 1998.
La Ievan Polkka a été reprise dans la musique traditionnelle irlandaise. Le morceau en question, légèrement différent dans sa deuxième partie, a été popularisé par Kevin Burke sous le nom de Finnish Polka, bien qu'il puisse porter aussi le nom de Dennis Murphy's[pas clair].
La chanson a été reprise au Japon en 2007 par Miku Hatsune, personnage phare des Vocaloids, synthétiseurs de voix développés par Yamaha, et par d'autres personnages du même genre. La version de Miku est la plus populaire ; elle figure dans le jeu Just Dance 2016.
Cette chanson a également été reprise par le groupe de folk metal finlandais Korpiklaani dans son album Manala.
La chanson a été reprise par le label EVIL LINE RECORDS et le compositeur CHI-MEY pour le projet multimédia japonais Hypnosis Microphone (en). Faisant alors de cette dernière une chanson en duo avec Samatoki Aohitsugi et Ichiro Yamada, qui est un quiz sur les sauna Finlandais[réf. nécessaire]. Nommée Nausa de Zuiqu qui, à l'envers donne Sauna de Quizu. La chanson est sortie le 30 mai 2019[réf. nécessaire].

### Mèmes Internet
Très populaire en Finlande mais presque inconnue ailleurs, la chanson est devenue célèbre grâce à sa diffusion sur Internet en mai 2006 dans une animation flash, utilisant un extrait de cette chanson comme bande son.
Elle est constituée d'une boucle de 4 images extraites de l'anime Bleach, représentant une jeune fille (le personnage de Orihime Inoue) faisant tourner une ciboule (plante de la même famille que le poireau) sur 26 secondes de la chanson. Connue en français sous le nom de « chanson du poireau » (et en anglais, Leek Spin, ou plus rarement Loituma Girl (en)), cette animation est devenue un mème internet.
L'animation reprend la seconde partie du cinquième couplet et l'intégralité du sixième couplet de la chanson (soit 12 vers). Ces vers n'ont pas de signification, il s'agit de scat, et ils ne sont donc pas inclus dans les paroles. Ce détail a souvent échappé aux internautes qui ont posté les paroles et leur traduction dans les forums, après un lien vers le fichier flash.
Dans le dessin animé d'où sont tirées les images, la jeune fille fait tourner la ciboule en annonçant à son ami (Kurosaki Ichigo) ce qu'elle va préparer à manger (en général quelque chose de bizarre).
L'auteur du fichier de l'animation est un utilisateur anonyme de l'imageboard 4chan qui l'a posté dans la section réservée aux fichiers flash. Par la suite, cette animation a inspiré de nombreuses vidéos et des remix de la chanson.
L'animation donna l'idée à un éditeur allemand de sonneries pour téléphones, (Jamba), de reprendre cette chanson et d'en faire un clip vidéo mettant en scène une ânesse anthropomorphique nommée Holly Dolly en août 2006.
La chanson est notamment réutilisée en 2020 dans un autre mème, Vibing Cat, où la vidéo d'un chat bougeant sa tête en rythme est incrustée sur celle de la reprise de la chanson par le musicien turc Bilal Göregen.

## Interprètes
- Matti Jurva (fi) (1937)
- Onni Laihanen (fi) (1947)
- Jorma Ikävalko (fi) (1950)
- Nummi Kvartetti (1953)
- Arttu Suuntala (fi) (1966)
- Jaakko Salo (fi) (1972)
- Pauli Räsänen (fi) (1972)
- Loituma (1995)
- Six B Rothers (1995)
- Kuplettiryhmä (1998)
- DJ Slon - Финская Полька (Finnish Polka), tube russe (2006)
- Holly Dolly (dans le remix « Dolly Song ») (2006)
- Basshunter (2007)
- Miku Hatsune (voix à partir d'un logiciel de Yamaha Corporation) (2007)
- Les petits chanteurs de Vienne (Wiener Sängerknaben) dans l'album Silk Road (2008)
- [QWCE-00047] Exit Trance presents ウマウマできるトランスを作ってみた - Black Man (2008)
- Vox Nova (2009)
- Korpiklaani (2012)
- Rakoon - Ieva's Dub (2015)
- Bayartsengel & Anu (Mongolie) - Holly Dolly
- Ikuta Erika (2016)
- Jack Perry & Chelero - Livia (2017)
- Le Chœur d'hommes de l'ENSA Paris-La Villette (2019)
- Samatoki Aohitsugi (Shintaro Asanuma) et Ichiro Yamada (Subaru Kimura) (2019)
- Bilal Göregen (cat vibing meme) (2020)